# HQ-275
HQ-275 thuộc (lớp tàu TT-400TP) là một tàu tuần tra được biên chế tại Lữ đoàn 172, vùng III Hải quân, Quân chủng Hải quân, Quân đội nhân dân Việt Nam. Đây là tàu chiến do công ty Hồng Hà (thuộc Bộ Quốc phòng Việt Nam) tự nghiên cứu và chế tạo hoàn toàn trong nước.

## Thiết kế và đóng tàu
Hải quân Việt Nam mua thiết kế sơ bộ tàu tuần tra TT-400TP của Viện Phát triển công nghệ tàu biển (MTD) nay là Công ty phát triển hàng hải thuộc Liên bang Nga với giá khoảng 800.000 USD (nếu mua bản thiết kế đầy đủ và chuyển giao công nghệ là 11.000.000 USD) và đã được đăng kiểm (DNV) của Na Uy thẩm định, được thử mô hình trong bể thử.
Viện Kỹ thuật Hải Quân tự thiết kế công nghệ, thiết kế kỹ thuật và Công ty TNHH MTV đóng tàu Hồng Hà tổ chức thiết kế thi công và đóng mới. Theo đánh giá của tạp chí Jane’s, giá hoàn thành một chiếc tàu như vậy từ 15-20 triệu USD.
Đồng thời Việt Nam đã hợp tác với Nga để thi công đóng tàu TT-400TP, cũng như mua và lắp đặt các trang thiết bị, vũ khí trên tàu. Qua đó có 5 tập đoàn/công ty đã hợp tác giúp Việt Nam đóng tàu pháo TT400TP, đó là các đơn vị Tập đoàn đóng tàu SNSZ (ở St. Petersburg), Tập đoàn Đóng tàu thống nhất (USC, Moscow), Tập đoàn xuất khẩu vũ khí Rosoboronexport (Moscow), Trung tâm thiết kế hàng hải Almaz (St. Petersburg), Viện nghiên cứu đóng tàu thuộc Học viện Hải quân (St. Petersburg). FSMTC cho biết 5 đơn vị này đã hỗ trợ kỹ thuật, cung cấp linh kiện phụ tùng thiết bị để Việt Nam đóng tàu pháo dự án TT-400TP.
Việc đóng tàu pháo TT-400TP là bước đột phá có ý nghĩa quan trọng: "Lần đầu tiên Việt Nam tự thiết kế một phần và đóng mới tàu pháo, một loại tàu chiến tích hợp nhiều hệ thống tự động hóa, nhất là tích hợp hệ thống vũ khí điều khiển tự động trên tàu có những đặc tính ưu việt khi hoạt động tác chiến trên biển". Có thể nói TT-400TP được sử dụng nhiều công nghệ cao gồm hệ thống điều khiển tàu, những màn hình, nút bấm, tay gạt, la bàn, điện đàm... tất cả được số hóa, điều khiển tự động, con tàu có thể "nghe", "nhìn" trong mọi thời tiết, kể cả ban đêm.
Trong quá trình thực hiện tàu pháo TT-400TP được các cán bộ, kỹ sư của Công ty đóng tàu Hồng Hà, thuộc Tổng cục Công nghiệp Quốc phòng (Nhà máy Z173) cũng phối hợp với chuyên gia ở các viện nghiên cứu ứng dụng trong nước đã ứng dụng nhiều phần mềm công nghệ tiên tiến trên thế giới để triển khai thiết kế toàn bộ phần công nghệ, thiết kế các hệ thống trong không gian ba chiều và dùng phần mềm để phóng dạng, biến hình...: như ứng dụng các phần mềm hỗ trợ cho thiết kế (bao gồm phần mềm kiến tạo vỏ tàu thủy HCS 4.0, phần mềm thiết kế đường ống tàu thủy PCPS 4.0, phần mềm thiết kế SP3DS, phần mềm thiết kế điện, ống thông khí, thông gió, điều hòa, thiết kế hệ thống vũ khí...), nhất là thiết kế 3D, đã giúp cho chất lượng tàu được nâng lên, bảo đảm tiến độ, giảm được chi phí. Khâu khó nhất là tự thiết kế chi tiết công nghệ phục vụ thi công phần tàu và phần lắp đặt vũ khí. Ở phần tàu, các kỹ sư phải làm sao để sức cản của tàu nhỏ nhất, lượng choán nước ít nhất trong điều kiện công suất của máy không đổi để đạt được vận tốc tối ưu.
TT-400TP được đóng theo phương pháp mới của thế giới là đóng tổng đoạn từng module độc lập (trong mỗi module được thiết kế và bố trí lắp đặt các thiết bị gần như hoàn chỉnh theo từng khối, sau đó chỉ cần cẩu - đấu - lắp tổng thành các đoạn module lại). Vì thế, các trang thiết bị đóng sẵn có thể đưa lên trước, tiến độ nhanh hơn, độ chính xác cao hơn. Mặt khác các kỹ sư Nhà máy Z173 đã thiết kế thành công trên máy vi tính cái nào cần lắp đặt trước, cái nào cần lắp đặt sau....Đặc biệt là hệ thống vũ khí khí tài trên tàu là nhiều loại, nhiều trạng thái nên cần phải kiểm tra cân chỉnh trước khi lắp ráp. Việc bảo đảm độ phẳng của mặt phẳng để lắp pháo là yếu tố sống còn, yêu cầu trọng tâm của việc đóng tàu chiến. Khi hoạt động hay chiến đấu trên biển, tàu thường bị rung, nhất là trong quá trình bắn pháo. Trước yêu cầu khắt khe về việc lắp đặt vũ khí mà độ dung sai được tính bằng các thông số cực nhỏ, nên các kỹ sư đã thiết kế công nghệ tạo mặt phẳng chuẩn kiểm tra trung tâm theo đó tất cả các thiết bị, vũ khí trên tàu phải thông qua mặt phẳng chuẩn để kiểm tra độ chính xác và thống nhất tọa độ cả trước, trong và sau khi lắp ráp. 
Tàu TT-400TP được lắp và lập trình hệ thống máy lái tự động. Trước đây, công đoạn đặt chế độ lái tự động trên biển cho tàu phải thuê chuyên gia nước ngoài rất tốn kém. Với tàu này, Việt Nam đã nghiên cứu kết nối thành công toàn bộ hệ thống lái thủy lực (lái bằng tay) với la bàn điện để nhận hướng tàu.
Chiếc tàu TT-400TP đầu tiên mang tên HQ-272 đã được đóng từ tháng 4/2009, hơn 2 năm sau đó vào  tháng 8/2011 con tàu được hạ thủy và bàn giao cho Quân chủng Hải quân Việt Nam vào cuối tháng 9/2011 sau khi đã chạy thử và kiểm tra và bắn nghiệm thu đạn thật, mọi thông số đều đảm bảo theo thiết kế. Tàu được Quân chủng Hải quân, các cơ quan thiết kế và Hội đồng nghiệm thu của Bộ Quốc phòng đánh giá cao về chất lượng kỹ thuật, mỹ thuật, đạt được đầy đủ tính năng kỹ-chiến thuật theo phê duyệt của Tổng Tham mưu trưởng Quân đội nhân dân Việt Nam
Tàu HQ-275 đã được bàn giao cho Quân chủng Hải Quân ngày 25/09/2014.

## Tính năng
Tàu TT-400TP được thiết kế rất hiện đại, có nhiều đặc tính ưu việt khi tác chiến trên biển, được trang bị vũ khí, khí tài hiện đại như: Hải pháo AK-176M cỡ 76,2mm (tầm bắn hơn 15 km, tốc độ 120 phát/phút), pháo AK-630M có 6 nòng cỡ 30mm (tầm bắn 4.000m, tốc độ 5.000 phát/phút); tổ hợp tên lửa phòng không tầm thấp; các súng máy 14,5mm; hệ thống radar, hệ thống nhận biết địch, ta; hệ thống quang điện từ, các kho đạn pháo, tên lửa… được tích hợp qua nhiều hệ thống tự động hóa, có tính chính xác cao, bảo đảm tác chiến trong mọi tình huống.
Ngoài ra, tàu pháo TT-400TP được trang bị các thiết bị hiện đại có độ tích hợp cao, nhiều tính năng nổi trội hơn so với cùng lớp tàu 400 tấn (như điều khiển máy chính, máy phụ, hệ thống báo cháy, tự động dập cháy, hệ thống điều khiển vũ khí tự động, hệ thống ổn định, máy lọc nước biển Aqua whisper 1800-2 với công suất 284 lít/h). Trên tàu còn bố trí 1 cabin cho thuyền trưởng, thuyền phó và 4 cabin cho các thuyền viên nên tạo sự sinh hoạt, nghỉ ngơi thoải mái cho thủy thủ đoàn. Thông thường để sản xuất một lớp tàu, người ta thiết kế sơ bộ, sản xuất mẫu thử, rút kinh nghiệm và hoàn chỉnh thiết kế, sau đó mới sản xuất. Với tàu TT-400TP, Việt Nam đã vừa chuyển giao thiết kế vừa huấn luyện đào tạo đóng tàu, vừa giám sát thiết kế và thi công.
Tên gọi của lớp tàu này là TT-400TP là viết tắt của cụm chữ: Tuần tra (TT), 400 (trên 400 tấn), Tàu pháo (TP).Tàu có nhiệm vụ chính:
1. Tiêu diệt tất cả tàu chiến đổ bộ và tàu hộ tống của địch.
2. Bảo vệ căn cứ các đội tàu đổ bộ và đội tàu hộ tống ở vùng hoạt động của các lực lượng và tàu phục vụ các lực lượng rà quét mìn.
3. Bảo vệ tàu dân sự trên biển.
4. Trinh sát chiến thuật cảnh giới mặt nước.

## Hệ thống động lực
Động lực chính của tầu là ba động cơ diesen MTU, mỗi động cơ được nối với một  trục chân vịt. Động cơ có công suất là 5400 kW, cho tổng công suất sử dụng của tầu là 16,200 kW, nên tàu đạt tốc độ tối đa lên tới 32 hải lý/giờ (59 km/giờ). Tàu có khả năng đi biển tốt với phạm vi hoạt động 2.500 hải lý (4600 km) khi di chuyển ở tốc độ kinh tế 14 hải lý/giờ (25.5 km/giờ), hoặc 4000 km khi di chuyển ở tốc độ 15 hải lý/giờ (27.3 km/giờ) và có khả năng hoạt động liên tục 30 ngày trên biển, vận hành các hệ thống vũ khí trong điều kiện biển động tới cấp 5 và chạy trong điều kiện biển động sóng cấp 8, sức gió cấp 10, cấp 11 do vỏ tàu được làm bằng thép hợp kim cường độ cao (giá gấp 3 lần thép làm vỏ tàu thông thường…).

## Hệ thống radar và cảm biến
- Hệ thống radar dẫn đường hàng hải MR-231
- Hệ thống radar kiểm soát và điều khiển hỏa lực MR-123-02 Bagira
- Hệ thống radar định vị
- Hệ thống nhận biết địch-ta, hệ thống quang-điện tử
- Hệ thống định vị/dẫn đường vệ tinh
- Hệ thống thông tin liên lạc tự động

## Hệ thống điều khiển vũ khí
Hệ thống radar điều khiển và kiểm soát hỏa lực pháo MR-123-02 Bagira được lắp trên tàu kết hợp với máy đo xa laser.
Hệ thống MR-123-02 là loại radar kiểm soát và điều khiển hỏa lực cho các loại hải pháo đặt trên tàu chiến, kết hợp máy tính, máy đo xa laser và thiết bị ngắm bắn quang điện tử (đồng thời MR-123 là hệ thống điều khiển hỏa lực tích hợp nhiều thành phần làm nhiệm vụ phát hiện, theo dõi, chỉ thị mục tiêu để tác chiến).
Radar MR-123- 02 là một hệ thống chủ động và thụ động điều khiển hỏa lực kết hợp kiểm soát cho các loại pháo hải quân AK-176M và AK-630M. MR-123 được sản xuất thành hai phiên bản, cụ thể là hệ thống MR-123/76 có thể kiểm soát một pháo 76 mm duy nhất và MR-123-02/76 điều khiển hỏa lực đồng thời cho pháo 76 mm và một hoặc hai pháo 30 mm (Việc kết hợp radar điều khiển hỏa lực tiên tiến MR-123, pháo hạm AK-176 vận hành tác chiến rất đơn giản, hiệu quả rất cao. Pháo thủ không cần thiết phải ngồi trong tháp pháo mà thay vào đó có thể ngồi trong phòng điều khiển của tàu chiến để tác xạ). Ăng-ten và các thiết bị khác của hệ thống radar MR-123 được đặt trong một khối hình trống được đặt nghiêng một góc 45 độ, có đường kính khoảng 1,2 m nặng khoảng 4,3 tấn. Radar MR-123 quay 360 độ với tốc độ 15 vòng /phút. 
Nhìn chung, hệ thống MR-123 được mô tả là sử dụng radar hoạt động ở dải bước sóng X-band (tần số từ 8 đến 12,5 GHz) với tốc độ thông tin 0,95Mb/s, có khả năng vừa sục sạo, phát hiện, theo dõi và bám bắt 5-10 mục tiêu từ khoảng cách xa tới 45 km, thời gian từ khi bắt đầu phát hiện mục tiêu đến khi ra lệnh bắn chỉ 30 giây. Kết hợp thiết bị theo dõi quang điện tử SP-521 phát hiện mục tiêu mang kích cỡ giống như máy bay MiG-21 ở khoảng cách 7 km hoặc mục tiêu kích cỡ như tàu phóng lôi ở cự ly 70 km. Trong điều kiện bị gây nhiễu điện tử mạnh, MP-123 được trang bị radar quang — điện tử (tích hợp kênh TV và chỉ thị mục tiêu laser) có tầm trinh sát đến 25 km.
Hệ thống nhận, hiển thị trên radar và thiết bị theo dõi quang điện tử để tự động theo dõi lựa chọn các mục tiêu như máy bay, tên lửa và tàu nổi cỡ nhỏ, đồng thời kết hợp với hệ thống máy tính để tạo ra các dữ liệu bắn cho các hải pháo 76 mm và pháo 30 mm.

## Hệ thống vũ khí
Tàu được trang bị một số loại vũ khí như 1 pháo tự động đa năng 76,2 mm АК-176M và 1 pháo phòng không tự động 6 nòng 30 mm АК-630M với hệ thống radar điều khiển hỏa lực (MR-123/176) lắp trên cột tàu với máy đo xa laser và radar dẫn đường. Tàu còn được trang bị các súng máy và các bệ phóng tên lửa phòng không mang vác Strela. Trên mạn phải tàu có giá xếp cho một xuồng máy cao tốc.
AK-176M: Trang bị hải pháo trên tàu là pháo hạm một nòng tự động 76/59 АU kiểu tháp pháo АК-176, tháp pháo được bố trí trên phần mũi tàu của boong tàu. Cơ số đạn pháo đầy đủ là 316 viên và được trang bị sẵn sàng 152 viên đạn. Tháp pháo được chế tạo từ hợp kim nhôm và magnesium Amr-61 với độ dày 4mm. Kíp trắc thủ - 2 người (nếu nạp đạn bằng tay thì kíp trắc thủ là 4 người). Pháo bắn nhanh AK-176 có thể tùy chỉnh tốc độ bắn 30, 60 hoặc 120 viên/phút để tiêu diệt các mục tiêu trên mặt nước và trên không. Tầm "hỏa lực" của loại vũ khí này đạt 15 km, tầm bắn đạt hiệu quả cao là 10 km. AK-176 được điều khiển bởi radar điều khiển hỏa lực MR-123-02 và được hỗ trợ bằng hệ thống quang học và định tầm laser, cho phép ngắm bắn mục tiêu hiệu quả và chính xác hơn, ngoài ra AK-176 cũng có độ giật ít và ổn định hơn nên xác suất trúng mục tiêu cũng cao hơn. AK-176 cũng được trang bị hai loại đạn là đạn xuyên giáp ZS-63 và đạn nổ phá mảnh OF-62, có thể hạ được mục tiêu bay cỡ nhỏ như tên lửa hành trình, thậm chí là tên lửa chống tăng. AK-176 là loại pháo 1 nòng, đường kính 76.2 mm; Thiết kế năm 1977_Đưa vào sử dụng rộng rãi năm 1979 dùng trên tàu chiến đấu; Trọng lượng toàn bộ khẩu pháo: 10.29 tấn; Trọng lượng pháo: 821 kg; Góc bắn của pháo từ - 10 độ – 80 độ nếu điều khiển bằng hệ thống điện tử ESP -221; Góc bắn của pháo từ - 15 độ – 85 độ nếu điều khiển bằng tay; Chiều dài nòng pháo: 4.484 mét; Trọng lượng viên đạn: 12.8 kg _trọng lượng đầu đạn 5.9 kg; Tốc độ đạn 980 m/s; Tầm bắn xa: 15.7 km với tốc độ bắn tự động của pháo là 120 phát/phút; Tầm cao: 11 km; Được điều khiển bắn tự động bằng hệ thống radar MR-123-02 với tầm phát hiện từ xa 45 km hoặc khi bắn bằng tay với tốc độ 30 phát / phút (Đối với pháo  АК-176М, ngoài chế độ tự động, có chế độ bắn tại chỗ bằng thiết bị К221А và VD221 trong ụ pháo).
AK-630M: Trên boong phía đuôi tàu của thiết kế TT-400TP để chống lại các tên lửa hành trình chống tàu và máy bay, được lắp pháo tự động AO-18 có cơ cấu xoay với 6 nòng được làm mát liên tục, hộp tiếp đạn dạng băng tự động và một cơ cấu khóa nòng cơ khí để nạp đạn và hất vỏ đạn sau khi bắn. Pháo phòng không AK-630M có khả năng tạo một màn đạn với tốc độ 5.000 viên/phút điều khiển bằng radar hoặc kính ngắm quang học. Được thiết kế năm 1963 của hãng Tulamashzavod-Nga, hoàn tất 1964 được điều khiển tự động bằng radar vào năm 1976, phiên bản hệ thống AK-630M (A-213M) được chấp nhận hoạt động 1979, được trang bị hệ thống điều khiển hỏa lực bao gồm: TV cung cấp việc hiển thị theo dõi các mục tiêu mặt nước, mục tiêu hàng không. Radar giúp phát hiện bám bắt mục tiêu mặt nước từ cự li 7,5 km (Như ca nô đề án 250) và mục tiêu hàng không từ cự li 7 km (Như Mig-21). AK-630M có chế độ bắn thông thường 4-5 loạt bắn với mỗi loạt từ 20 – 25 viên đạn từ tầm bắn max, trên tầm bắn hiệu quả, loạt bắn có thể kéo dài với số lượng lên đến 400 viên ngắt đoạn ngắn từ 3-5 giây. Trọng lượng toàn bộ rỗng của khẩu pháo là 1850 kg, trọng lượng pháo là 1.918 kg và 9.114 kg cho toàn bộ hệ thống; Góc bắn của pháo từ -12 độ đến 88 độ với hệ thống điều khiển tự động; Tốc độ đường đạn 900 m/s; Tốc độ bắn: 5.000 viên đạn/phút; Tiếp đạn từ một thùng đạn chứa được 2.000 viên và khoảng 1.000 viên đạn dự trữ trong một thùng chứa khác; Trọng lượng đạn: 0.54 kg, Đạn dược được sử dụng trong AK-630M, đó là: ОФ-84: Đạn mảnh- nổ mạnh nặng 390 g chứa 48,5 g thuốc nổ, sử dụng đầu đạn А-498К; ОФЗ: cải tiến của ОФ-84 nên uy lực công phá lớn hơn; OP-84: đạn mảnh-vạch đường nặng 390 g, chứa 11,9 g thuốc nổ. Tầm bắn hiệu quả 4000 mét với mục tiêu trên không và 5.000 mét với mục tiêu mặt nước. Hệ thống điều khiển hỏa lực trung tâm: A-213-Vympel-A bao gồm radar và hệ thống quang truyền hình (Tháp pháo được điều khiển từ xa bởi hệ thống radar kiểm soát hỏa lực và đài quan sát (hỗ trợ đài điều khiển), thời gian phản ứng: 2-3 giây). Khi không điều khiển bằng radar thì dùng máy ngắm cơ-quang Vympel-A: phục vụ ngắm bắn dự phòng trực tiếp chống tên lửa diệt hạm tiếp cận tàu cho pháo đa năng nòng xoay AK-630M. Qua thử nghiệm thì hệ thống pháo AK-630M đã bắn trúng mục tiêu là một tên lửa mô phỏng ở độ cao 10m chỉ với 200 phát đạn.
Súng máy 14.5mm (Súng máy 14.5mm MTPU): súng được thiết kế để lắp đặt trên tàu chiến, tầm bắn đến 2.000m và độ cao đến 1.500m. Để bắn mục tiêu trên không, trên mặt biển và mặt đất, có thể dùng các loại đạn xuyên phá B-32, đạn vạch đường BZT và đạn phá MDZ với tốc độ bắn ít nhất 450 viên/phút và cơ số đạn 1.500 viên, sơ tốc là 1005 m/s. Tàu được trang bị 2 khẩu 14.5mm, với trọng lượng của hệ thống súng (trọng lượng riêng của súng là 49 kg) và giá súng tổng cộng khoảng 400 kg, hệ thống súng máy dài 1.98m, rộng 0.865m, cao 1.5-1.8m với góc bắn mục tiêu trên cao từ - 15 độ đến + 60 độ.
Tên Lửa 9K32 Strela-2 (SA-7 Grail)_SA-N-5: Phiên bản tên lửa phòng không vác vai 9K32 Strela-2 (SA-7 Grail hay SA-N-5 Grail) lắp đặt trên tàu hải quân, nhằm chống lại các mục tiêu bay thấp trong tầm nhìn. SA-7 là loại tên lửa đất đối không vác vai thế hệ đầu tiên của Liên Xô được dẫn hướng bởi đầu dò hồng ngoại thụ động tương tự như FIM-43 Redeye của Mỹ, chính thức đưa vào biên chế từ năm 1968. Mặc có hạn chế về tầm bắn, tốc độ và độ cao nhưng Strela-2 tỏ ra rất hữu hiệu khi chống lại các mục tiêu như máy bay bay thấp hoặc trực thăng. Strela-2 có hai phiên bản là: 9K32 Strela-2 (SA-7A) và tên lửa 9K32M Strela-2M (SA-7B) hiện đại hơn được trang bị từ năm 1971. Biến thể SA-7B có một số cải tiến như lắp hệ thống làm lạnh đầu dò hồng ngoại nhằm tránh việc tên lửa bị đánh lừa bởi mồi bẫy nhiệt do máy bay phóng ra. Ống phóng dành cho tên lửa 9K32/9K32M là loại 9P54/9P54M có chiều dài 1,47 m; đường kính thân 72 mm; trọng lượng 4,71 kg. Tên lửa 9K32/9K32M gồm 4 tầng: tầng thứ nhất là đầu tự dẫn, tầng thứ 2 có cánh lái để điều khiển hướng bay (bằng cách thay đổi góc của cánh lái), tầng thứ 3 là phần chiến đấu, tầng cuối cùng là động cơ, phần cuối của động cơ có các cánh ổn định. Thông số kỹ thuật của tên lửa 9K32/9K32M: chiều dài 1,44 m; đường kính 70 mm; trọng lượng 9,8/9,97 kg; đầu đạn 1,15 kg HE nổ phá mảnh; tầm bắn tối đa 3,7/4,2 km; trần bay 1,5/2,3 km; tốc độ 430/580 m/s. Trên tàu được trang bị 2 cơ cấu giá phóng tên lửa, với mỗi cơ cấu lắp được 4 quả tên lửa.Cơ số tên lửa trên tàu là 16 quả.
Với các vũ khí trang bị trên tàu nêu trên, ngoài khả năng tiêu diệt các mục tiêu mặt nước và máy bay thì TT-400TP có thể vô hiệu tên lửa chống hạm của đối phương khi chúng tiếp cận tàu: tàu TT-400TP được trang bị khí tài gây nhiễu ngụy trang và nghi binh điện tử để vô hiệu hệ thống tự dẫn chủ động và kiểm soát hành trình của tên lửa chống hạm đối phương; Các tổ hợp pháo bắn nhanh AK-176M và AK-630M, tên lửa phòng không Strela: để tiêu diệt các tên lửa chống hạm của đối phương.

## Tàu trong cùng lớp
| Quốc gia sử dụng | Số hiệu | Đề án    | Nơi chế tạo                    | Khởi đóng | Hoàn thành | Hạm đội                                | Tình trạng |
| ---------------- | ------- | -------- | ------------------------------ | --------- | ---------- | -------------------------------------- | --- |
| Việt Nam         | HQ-272  | TT-400TP | Nhà máy Z173 (Công ty Hồng Hà) | 04/2009   | 09/2011    | Hải quân vùng II, Quân chủng Hải quân  | Khởi đóng ngày 22/4/2009, hoàn thành tháng 9/2011. Bàn giao cho Quân chủng Hải quân ngày 16/01/2012 (biên chế vào HQ vùng II ngày 01/03/2012.) |
| Việt Nam         | HQ-273  | TT-400TP | Nhà máy Z173 (Công ty Hồng Hà) | 08/2010   | 03/2012    | Hải quân vùng II, Quân chủng Hải quân  | Hoàn thành trước 5 tháng-Bàn giao cho Quân chủng Hải quân ngày 31/08/2012 (biên chế vào HQ vùng II ngày 5/10/2012.)                            |
| Việt Nam         | HQ-274  | TT-400TP | Nhà máy Z173 (Công ty Hồng Hà) | 11/2012   | 03/2014    | Hải quân vùng III, Quân chủng Hải quân | Bàn giao cho Quân chủng Hải Quân ngày 28/05/2014.                                                                                              |
| Việt Nam         | HQ-275  | TT-400TP | Nhà máy Z173 (Công ty Hồng Hà) | 9/2013    | 09/2014    | Hải quân vùng III, Quân chủng Hải quân | Bàn giao cho Quân chủng Hải Quân ngày 25/09/2014.                                                                                              |
| Việt Nam         | HQ-276  | TT-400TP | Nhà máy Z173 (Công ty Hồng Hà) | 2013      | 2014       | Hải quân vùng IV, Quân chủng Hải quân  | Bàn giao cho Quân chủng Hải Quân tháng 1/2015.                                                                                                 |
| Việt Nam         | HQ-277  | TT-400TP | Nhà máy Z173 (Công ty Hồng Hà) | 2014      | 2015       | Hải quân vùng IV, Quân chủng Hải quân  | Bàn giao cho Quân chủng Hải Quân tháng 8/2015.                                                                                                 |